# Керманшах
Керманшах (перс. کرمانشاه — Kermânšâh, сорані کرماشان, курд. Kirmaşan, Kirmanşan, Kirmanşah) або Бахтаран — місто на заході Ірану, адміністративний центр остана Керманшах. Місто отримало назву від етноніма ґерманії, південно-іранського племені, яке згадується Геродотом. Торгово-транспортний центр. Нафтопереробний завод (нафта подається нафтопроводом з Нефтшаха), цукрова і текстильна промисловість.

## Клімат
Місто знаходиться у зоні, котра характеризується середземноморським кліматом. Найтепліший місяць — липень із середньою температурою 26.9 °C (80.5 °F). Найхолодніший місяць — січень, із середньою температурою 1.2 °С (34.1 °F).
| Клімат Керманшаха       | Клімат Керманшаха | Клімат Керманшаха | Клімат Керманшаха | Клімат Керманшаха | Клімат Керманшаха | Клімат Керманшаха | Клімат Керманшаха | Клімат Керманшаха | Клімат Керманшаха | Клімат Керманшаха | Клімат Керманшаха | Клімат Керманшаха | Клімат Керманшаха |
| Показник                | Січ.              | Лют.              | Бер.              | Квіт.             | Трав.             | Черв.             | Лип.              | Серп.             | Вер.              | Жовт.             | Лист.             | Груд.             | Рік               |
| Середній максимум, °C   | 6,5               | 8,9               | 14,3              | 19,7              | 25,8              | 33,3              | 37,8              | 37                | 32,5              | 25                | 16,7              | 9,7               | 22,3              |
| Середня температура, °C | 1,1               | 3                 | 7,8               | 12,4              | 17,1              | 22,4              | 26,9              | 26,2              | 21,6              | 15,7              | 9,2               | 4                 | 14                |
| Середній мінімум, °C    | −4,2              | −2,8              | 1,2               | 5,1               | 8,3               | 11,4              | 16,1              | 15,4              | 10,6              | 6,4               | 1,8               | −1,6              | 5,6               |
| Норма опадів, мм        | 67.1              | 62.9              | 88.9              | 69.9              | 33.7              | 0.5               | 0.3               | 0.3               | 1.3               | 29.2              | 54.3              | 70.3              | 478.7             |
| Днів з опадами          | 11,4              | 10,7              | 12,6              | 11                | 7,6               | 0,5               | 0,2               | 0,4               | 0,5               | 4,9               | 7,9               | 9,6               | 77,3              |
| ----------------------- | ----------------- | ----------------- | ----------------- | ----------------- | ----------------- | ----------------- | ----------------- | ----------------- | ----------------- | ----------------- | ----------------- | ----------------- | ----------------- |
| Джерело: Weatherbase    |                   |                   |                   |                   |                   |                   |                   |                   |                   |                   |                   |                   |                   |

## Культура
- Музей антропології

## Відомі уродженці
- Доріс Лессінґ (1919—2013) — англійська письменниця, лауреат Нобелівської премії з літератури.
- Мохаммед Мокрі (1921—2007) — курдолог, посол Ірану в СРСР.
- Гиті Новін (* 1944) — ірансько-канадська художниця і скульптор.
- Ганнібал Алхас (1930—2010) — іранський художник, скульптор.

## Міста-побратими
- Сицилія, Італія (2010)
- Ґазіантеп, Туреччина (2010)
- Спліт, Хорватія (2011)

## Галерея
|                    |
| Озеро Таґ-і-Бостан |

|                |
| Площа Фірдуосі |

|                |
| Площа Фірдуосі |